# Hegemony Rome: The Rise of Caesar
Hegemony Rome: The Rise of Caesar est un jeu vidéo de stratégie historique en temps réel développé et publié par Longbow Digital Arts Inc., et publié par Kasedo Games . Ce titre, comme le précédent Hegemony Gold: Wars of Ancient Greece, représente un mélange simultané de batailles tactiques en temps réel et de gestion d'empire stratégique, permettant au joueur de se concentrer sur la logistique et la planification des campagnes militaires. Cette fois, cependant, le jeu se déroule pendant les guerres gauloises menées par Jules César, proconsul de la Gaule et de l' Illyrie .

## Mode de jeu
Il existe deux modes de jeu principaux pour le joueur solo: le premier, la Campagne, est divisé en quatre chapitres (' Emigrants et conquérants, Les plus courageux de tous, Conquérir l'île et La force des désirs ), de la migration d'Helvezi à la rébellion des Belges, de l'arrivée en Grande-Bretagne à la bataille finale contre les Arverni de Vercingétorix ; l'autre, le Sandbox, vous permet de conquérir le sud de la Bretagne, les Alpes, sa partie belge ou toute la région gauloise. Ces modes incluent des tutoriels adaptés aux débutants de la série.
Pour la première fois de la série, le bois entre en jeu, nécessaire pour les structures de peuplement telles que les forts et les villes, y compris les tours d'observation, les marchés, les murs, les entrepôts, les poissonniers et les ateliers de siège.
Les unités possèdent également de nombreuses capacités, utiles pour réduire la consommation de nourriture ou le nombre de recrues nécessaires, augmenter le moral, l'attaque, la défense et la capacité de charge des ressources, ou même permettre le transit à travers les marais et les Alpes enneigées.

## DLC
Il existe trois contenus téléchargeables pour le jeu:
1. Pack Bannerman : FreeLC gratuit qui ajoute quatre nouvelles unités entièrement animées au jeu, y compris l'aigle romain et le joueur de cor gaulois. Ces unités apparaissent proportionnellement au grade et aux améliorations de leurs officiers associés pour rendre les unités vétérans plus reconnaissables sur le champ de bataille.
2. Advanced Tactics Pack : Premier DLC payant qui comprend six nouvelles unités tactiques avancées, à savoir les archers koushites, les cataphractes perses, les archers à cheval parthe, les javelots barbares, les tirailleurs nus et les traqueurs gaulois.
3. Pack Mercenaires : selon DLC payant qui ajoute six nouvelles unités de mercenaires, dont les lanciers Garamantes Afrique du Nord, les navires d'incursion des Suédois et les épéistes Dacian .

## Accueil
Hegemony Rome: The Rise of Caesar était considérée comme un successeur moins sophistiqué de Hegemony Gold . L'utilisation de la même boucle de jeu principale sur une carte plus grande sans nouvelle mécanique a contribué à la répétitivité du jeu. Strategy Gamer l'a noté 6/10, notant: «Il y a beaucoup à dire sur Hegemony Rome, et parfois des problèmes simples deviennent plus intéressants s'ils sont pris à une plus grande échelle. Mais un jeu de stratégie vraiment génial ne devrait jamais être aussi répétitif, même si les Romains ont aimé leurs conquêtes gentilles et méthodiquement prévisibles." . Dans le même temps, le podcast stratégique Three Moves Ahead a décrit la campagne César comme étant proche de la réalité et nécessitant des décisions stratégiques intéressantes. En plus, le jeu a recévé des notes suivantes : Hooked Gamers 82%, GameWatcher 70% et GameSpot 50%.
1. ↑  (en) Rob Zacny, « Hegemony Rome: The Rise of Caesar PC review », PCGamesN, 26 septembre 2016 (consulté le 30 janvier 2021)
2. ↑  (en) Rob Zacny, « Gaul Stones », Three Moves Ahead, 24 juillet 2014 (consulté le 18 mars 2021)
3. ↑  (en) « Metacritic Reviews », Metacritic (consulté le 27 mars 2021)